# Închidere algebrică
În matematică, în special în algebra abstractă, o închidere algebrică a unui corp K este o extindere algebrică a lui K care este închis algebric. Este una dintre multele închideri din matematică.
Folosind lema Zorn sau mai slaba ultrafiltrare din teoria mulțimilor, se poate arăta că fiecare corp are o închidere algebrică și că închiderea algebrică a unui corp K este unică până la un izomorfism care fixează fiecare membru al K. Datorită acestei unicități esențiale, se vorbește adesea despre „închiderea algebrică a lui K” în loc de „o închidere algebrică a lui K”.
Închiderea algebrică a corpului K poate fi considerată a fi cea mai mare extindere algebrică a lui K. Pentru a vedea asta este de reținut că dacă L este orice extindere algebrică a lui K, atunci închiderea algebrică a lui L este, de asemenea, o închidere algebrică a lui K, și așa L este cuprins în închiderea algebrică a lui K. Închiderea algebrică a lui K este, de asemenea, cel mai mic câmp închis algebric care conține K, deoarece dacă M este un corp închis algebric care conține K, atunci elementele din M care sunt algebrice pe K formează o închidere algebrică a lui K.
Închiderea algebrică a unui corp K are aceeași cardinalitate ca și K dacă K este infinit, un infinit numărabil dacă K este finit.

## Exemple
- Teorema fundamentală a algebrei afirmă că închiderea algebrică a corpului numerelor reale este corpul numerelor complexe.
- Închiderea algebrică a corpului numerelor raționale este corpul numerelor algebrice.
- Există multe corpuri închise algebric numărabile în numerele complexe și care conțin strict corpul numerelor algebrice; acestea sunt închiderile algebrice ale extinderilor transcendente ale numerelor raționale, de exemplu închiderea algebrică a {\displaystyle \mathbb {Q} (\pi ).}
- Închiderea algebrică a corpului finit al puterilor de ordinul q ale numerelor prime este un corp infinit numărabil care conține o copie a corpului puterilor de ordinul qn pentru fiecare număr întreg pozitiv n (și este de fapt reuniunea acestor copii).[6]